# Ancelle
Ancelle település Franciaországban, Hautes-Alpes megyében. Lakosainak száma 966 fő (2022. január 1.). Ancelle La Bâtie-Neuve, Chabottes, Chorges, Forest-Saint-Julien, Orcières, Réallon, La Rochette, Saint-Jean-Saint-Nicolas és Saint-Léger-les-Mélèzes községekkel határos.

## Népesség
A település népességének változása:
| Lakosok száma | 589  | 649  | 600  | 784  | 896  | 905  | 916  | 917  | 916  | 966  |
|               | 1968 | 1982 | 1990 | 2006 | 2013 | 2015 | 2017 | 2019 | 2020 | 2022 |